# 14 Greatest Hits
14 Greatest Hits è una raccolta di successi del cantante Michael Jackson (contenente anche diverse tracce dei Jackson 5) pubblicata nel 1984 dalla Motown.

## Tracce
1. The Jackson 5 – I Want You Back – 2:58
2. The Jackson 5 – ABC – 2:57
3. The Jackson 5 – The Love You Save – 3:05
4. The Jackson 5 – I'll Be There – 3:58
5. The Jackson 5 – Mama's Pearl – 3:12
6. The Jackson 5 – Never Can Say Goodbye – 2:58
7. The Jackson 5 – Maybe Tomorrow – 4:48
8. The Jackson 5 – Lookin' Through the Windows – 3:37
9. The Jackson 5 – Dancing Machine (single version) – 2:38
10. Michael Jackson – Got to Be There – 3:24
11. Michael Jackson – Rockin' Robin – 2:34
12. Michael Jackson – I Wanna Be Where You Are – 3:02
13. Michael Jackson – Ben – 2:45
14. Michael Jackson – One Day in Your Life – 4:11

Durata totale: 46:07